# Kozácký stan
Kozácký stan (rusky Каза́чий стан) byla vojenská organizace v druhé světové válce, která sdružovala různé kozácké útvary ve wehrmachtu. Útvar v sobě zahrnoval kromě vojenských i civilní části – rodiny kozáků, uprchlíky a další. Vznikal po napadení SSSR a jeho činnost byla ukončena v květnu 1945 v anglickém zajetí vydáním jeho členů do SSSR.

## V prvních letech války
Na formování národních jednotek z řad kozáků se německá správa včetně Hitlera a jeho nejužšího kruhu dívala mnohem příznivěji než na vznik ruských útvarů. Kozáky považovali za potomky Gótů, a tedy germánský národ.
V prvním roce války po napadení SSSR v roce 1941 se německá vojska přiblížila k hranici území kozáckého Donského vojska. Již v tomto období vznikaly první kozácké útvary, jejichž cílem byla obnova tradic svobodného kozáctva. Kozáci mobilizovaní do Rudé armády přebíhali k Němcům a hlásili se do boje proti sovětské armádě. Takovým přeběhlíkem byl také Ivan Nikitič Kononov, jehož 600. kozácký prapor byl jedním z prvních v německé armádě. Německý polní řád však nedovoloval v týlu vlastních vojsk existenci nezávislé ozbrojené moci, a proto byly tyto živelně vznikající útvary zpočátku zakázovány a rozpouštěny. Tento postoj byl také podpořen názorem nejvyššího vedení nacistického Německa, že nikdo jiný než Němci nesmí nosit zbraně. Ke změně tohoto náhledu došlo na konci roku 1941, kdy OKW povolilo formování kozáckých jednotek. Další obrat nastal 15. dubna 1942, kdy bylo Vůdcovým rozkazem povoleno nasadit kozáky do protipartyzánských akcí.
28. června 1942 začal útok německých vojsk na Kavkaz, při kterém fronta procházela přes kozácká území – donské, těrecké a kubáňské. Po ústupu Rudé armády a před příchodem německé armády vznikaly v mocenském vakuu ozbrojené oddíly kozáků, které likvidovaly pozůstatky sovětské moci a její orgány. V průběhu tažení byly takto vzniklé dobrovolnické útvary nasazovány do přední linie v čele postupu, kde utrpěly velmi těžké ztráty. Jedním z takových útvarů byla i kozácká skupina kolem Domanova.

### Deklarace Donského vojska

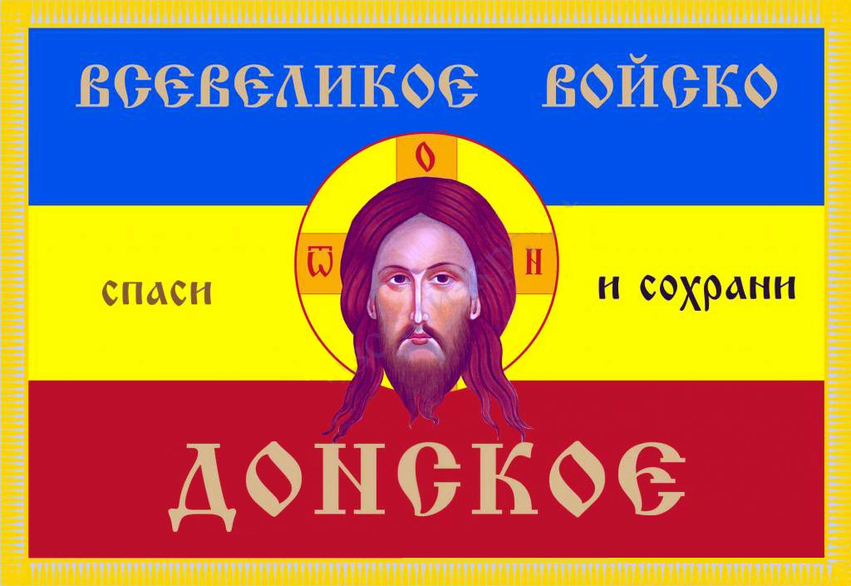
Prapor vojska donských kozáků

Dobytím Voroněže 8. července 1942 se německé jednotky dostaly na území Donského vojska, což vedlo k oživení protisovětských nálad mezi kozáky. Ti vítali německou armádu jako osvoboditele z bolševického jha. V říjnu 1942 se v Novočerkassku, obsazeném německými jednotkami, se svolením německých úřadů konalo kozácké shromáždění, na kterém bylo zvoleno velení donské armády. V čele donských kozáků stanul Sergej Vasiljevič Pavlov jako polní ataman, který 15. listopadu 1942 předal německému velení Deklaraci Donského vojska s požadavkem na postoupení německé vládě. Deklarace sloužila jako základ politické činnosti kozáků. Snahy donských kozáků z Berlína podporoval P. N. Krasnov, který zastával silně proněmecké postoje, ale v kozáckém hnutí měl nepopiratelnou autoritu.
Základní teze deklarace byly následující:
1. Donské vojsko vyjádřilo svou státnost a tři roky bránilo své výsostné území před vpády sovětské armády (v letech 1918–1920).
2. Německá armáda uznala de facto existenci Donské republiky.
3. Donské vojsko vyhlašuje obnovení své samostatnosti a žádá německou vládu, aby uznala svrchovanost Donu a navázala spojenectví v boji proti bolševismu.[pozn. 1]
4. Okamžité osvobození všech kozáků z táborů válečných zajatců a jejich převedení pod pravomoc polního atamana.
5. Přiznat pravomoc polního atamana nad všemi kozáky v německé armádě.

## Nové kozácké vojsko ve wehrmachtu

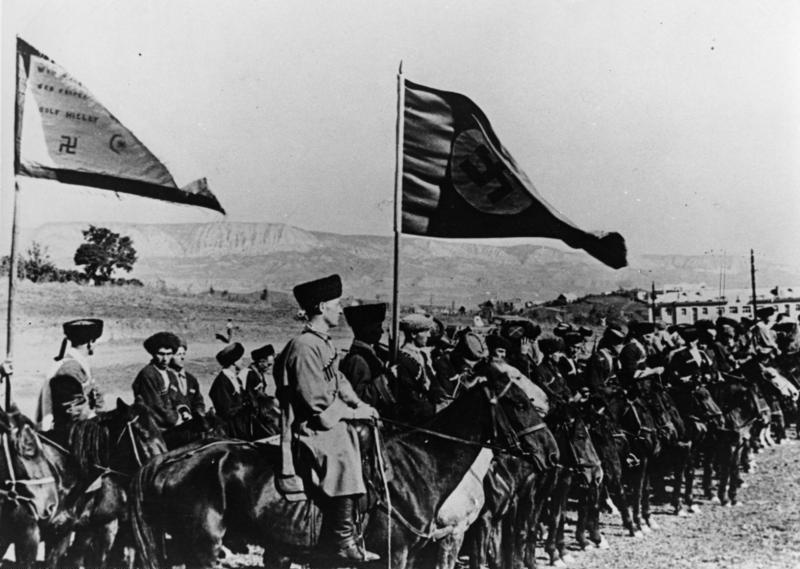
Kozáci pod vlajkou s hákovým křížem ve službách wehrmachtu(1942)

S ohledem na vzniklou situaci v bojích u města Stalingradu byla německá armáda donucena se stáhnout z Kavkazu. V průběhu bitvy byl vydán 3. ledna 1943 rozkaz k evakuaci z frontové oblasti, který se týkal všech kozáků. K jejich ústupu se připojily také civilní části. Uprchlické kolony byly často napadány sovětským letectvem. Část uprchlíků byla dostižena Rudou armádou mezi Kropotkinem a Rostovem na Donu, ale o jejich dalším osudu nejsou známé údaje. Zbývající uprchlíci nalezli útočiště na Tamaňském poloostrově, kde se v období mezi lednem a březnem 1943 shromáždilo 120 000 uprchlíků, z nichž 80 000 byli kozáci a jejich rodiny. Odtud byli následně evakuováni na Krym a dále na jižní Ukrajinu, kde zůstali civilní uprchlíci a starší ozbrojení kozáci. Vznikl tak vojenský tábor na pochodu, který se pohyboval na území, kde operovali nepřátelští sovětští partyzáni. Vzniklá situace si vynutila vojenský způsob řízení v kombinaci s civilní správou. Tomuto útvaru na pochodu se začalo říkat Kozácký stan a v jeho čele stanul polní ataman Sergej Vasiljevič Pavlov. Po evakuaci byla na řece Mius zformována obranná linie proti postupující Rudé armádě, kterou pomáhaly hájit také útvary kozáků. Tato obranná linie se v druhé polovině roku 1943 zhroutila a 6. září 1943 německá armáda ustoupila z posledních obsazených kozáckých území.

### Kozácká divize Helmutha von Pannwitze
22. ledna 1943 pod velením Helmutha von Pannwitze vzniká jednotka kozáků sestavená z různých útvarů působících v německých armádních jednotkách. Z těchto vojáků byla 25. dubna 1943 zformována 1. kozácká divize se střediskem ve městě Cherson. Tento útvar měl být po ukončení výcviku v září 1943 nasazen na východní frontu, ale nakonec bylo rozhodnuto o použití divize v protipartyzánské službě v okupované Jugoslávii. Tato část sice formálně náležela ke Kozáckému stanu, ale ve skutečnosti na něm byla nezávislá.

### Boj o kubáňské předmostí
V únoru až říjnu 1943 probíhaly boje na Kubáni o předmostí na Tamaňském poloostrově, které mělo německé armádě sloužit k budoucímu dalšímu nástupu na Kavkaz. Na předmostí útočilo celkem pět sovětských armád - 47., 56., 37., 9. a 58. Kozácké oddíly v rámci německé 17. armády v počtu cca 9 000 mužů pomáhaly hájit kubáňské předmostí. Tvrdé obranné boje se odehrávaly v prostředí bažin, mokřin a jezírek. Přes velkou snahu sovětské armády nepostoupily podle očekávání a na předmostí ztroskotalo několik sovětských ofenzív. O situaci na frontě se však rozhodovalo jinde, zejména u Charkova a Kurska. Součástí souvisejících událostí byl i boj o tzv. Malou zemi, které se účastnil jako politický komisař Leonid Iljič Brežněv. Boje o předmostí skončily 9. října 1943 jeho vyklizením.

### Odsun na západní frontu
Německé velení obdrželo dne 14. září 1943 zprávu o dezerci několika východních praporů v okolí Kurska. Původ informace je dodnes nejasný, ale na jejím základě byl vydán rozkaz k odzbrojení východních dobrovolnických útvarů. Tento rozkaz se netýkal 1. kozácké divize a zbraní SS, ale s ohledem na počet vojáků v nich se nedal uskutečnit, protože každý sedmý voják v německé uniformě byl východní dobrovolník.
Proto byl jako kompromis zvolen odsun 73 dobrovolnických praporů na západ. Propagandisticky tato skutečnost byla Němci vysvětlována tak, že je nutné provést reorganizaci útvarů do nové Ruské osvobozenecké armády (ROA). Tuto agitaci za ROA prováděl mimo jiné Vasilij Fjodorovič Malyškin a Georgij Žilenkov. P. N. Krasnov vůči kozákům vydal prohlášení, že není důležité, kde se boje odehrávají, ale hlavní je porážka komunismu. Útvary přesunuté na západní frontu k obraně Atlantického valu či k bojům v Itálii však agitaci moc nevěřily a jejich bojová morálka klesla na dno. Vojáci se vzdávali spojeneckým silám, které je pak vydávaly do SSSR.
Jedním z útvarů byl také 4. kozácký sbor, který nebyl operačním útvarem, ale administrativním střediskem, které mělo na starosti péči o kozáky na Atlantickém valu. Po vylodění v Normandii v roce 1944 padli jeho vojáci do spojeneckého zajetí. Následně byli zajatí kozáci dopraveni lodním transportem do Murmanska, odkud byli rozvezeni do sovětských táborů nucených prací. Osud členů tohoto sboru předznamenal osudy dalších vojáků v útvarech východních dobrovolníků.

### Deklarace německé vlády z 10. listopadu 1943
Deklarací ze dne 10. listopadu 1943, také díky činnosti Pavlova a jeho bojovým výsledkům, byly kozácké útvary uznány Třetí říší za spojenecké armády. Deklarace poskytovala kozákům tradiční práva a zaručovala jim dočasné usídlení do doby, než budou původní kozácká území osvobozena z rukou SSSR. Prohlášení nese za německou stranu podpisy maršála Keitela a ministra Rosenberga. Na základě této deklarace Pavlov získal titul pochodového atamana. 27. listopadu 1943 pak zástupci německých okupačních úřadů rozhodli, že všechny kozácké formace na okupovaných územích budou zařazeny pod Kozácký stan.

## Kozácký stan v Bělorusku

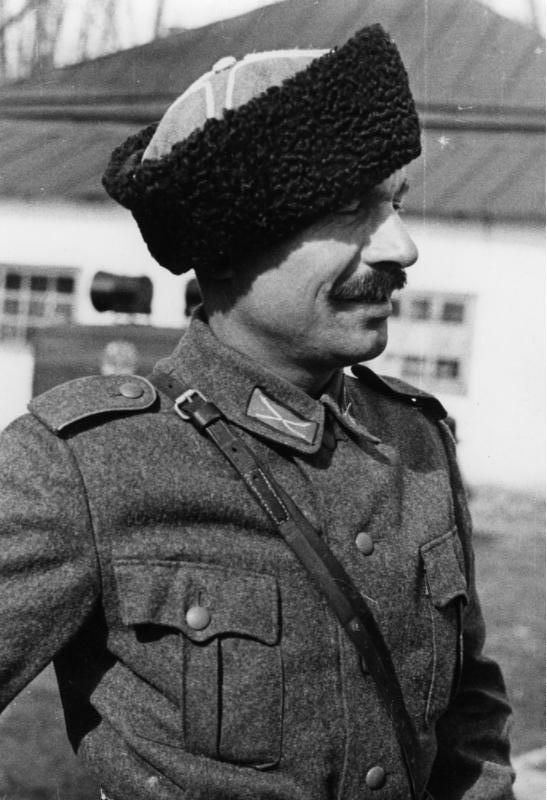
Kozák sloužící ve wehrmachtu (1944)

Na konci roku 1943 se většina kozáků pod vedením atamana Pavlova soustředila v oblasti okolo města Proskurov (dnešní Chmelnyckyj). Od ledna 1944 byl Kozácký stan na dalším ústupu před Rudou armádou. Velitel německého týlu rozhodl o jeho evakuaci do Běloruska, kde bylo v plánu jejich usídlení v okolí měst Novogrodek a Novojelnja na základě Deklarace z 10. listopadu 1943. Na novém místě dostali kozáci k dispozici 180 000 hektarů půdy. Zde měli působit jako ochrana železniční trati do Východního Pruska proti útokům partyzánů. V lednu 1944 se ke Kozáckému stanu také připojili kozáci z Francie, kteří tam žili v emigraci. Po jejich začlenění vzniklo 11 kozáckých pěších pluků (rusky пластунский), každý s počtem cca 1 200 mužů. Struktura potom byla následující:
1. donský pluk, plukovník V. A. Lobysevič;
2. donský pluk, vojenský staršina Rusakov;
3. donský pluk, vojenský staršina Žuravlev;
4. kombinovaný kozácký pluk, vojenský staršina Ovsjannikov;
5. kubáňský pluk, vojenský staršina Bondarenko;
6. kubáňský pluk, plukovník P. Novikov;
7. pluk Těrek, major G. P. Nazykov;
8. donský pluk, plukovník M.I. Malovik
9. kubáňský pluk, plukovník Skomorochov;
10. pluk Těrek-Stavropol, plukovník Maslov;
11. kombinovaný kozácký pluk, plukovník Markevič.

Příslušníci každého pluku prošli povinným vojenským a polním výcvikem a teprve poté byli odesláni do bojové služby. Po ústupu na západ byli kozáci v březnu roku 1944 usídleni poblíž Sandoměře. 13. března 1944 byl Pavlov jmenován členem Hlavní správy kozáckých vojsk a uznána jeho hodnost jako plukovníka kozáckých vojsk. 17. června 1944 v bojích s partyzány však Pavlov padl a jeho nástupcem se stal Timofej Ivanovič Domanov.

### Hlavní správa kozáckých vojsk
Dne 31. března 1944 byla založena v Berlíně Hlavní správa kozáckých vojsk a jejím cílem byla péče o kozácké vojsko obdobně jako předrevoluční Rada svazu kozáckých vojsk při ministerstvu války v Petrohradě. V čele obnovené správy stál  Pjotr Nikolajevič Krasnov. Donské vojsko zastupoval Sergej Vasiljevič Pavlov, těrské vojsko Nikolaj Lazarevič Kulakov, ale u kubáňského vojska vznikl spor, kdo je jeho polním atamanem. Nakonec byl v této funkci potvrzen Vjačeslav Grigorjevič Naumenko. Hlavní správa kozáckých vojsk tak reprezentovala orgán zastupující všechny kozáky. Lze jí považovat za prozatímní kozáckou vládu, v níž působil také Semjon Nikolajevič Krasnov. Velitelem záložních útvarů se stal Andrej Grigorjevič Škuro. Podle statistik německého generálního štábu ze září 1944 byl celkový stav 94 195 mužů a to po čtyřletém nasazení ve válce. Stavy jednotek podle umístění jsou následující:
| Umístění                             | Počet  |
| ------------------------------------ | ------ |
| V legionech a záložních praporech    | 40 600 |
| V ženijních a transportních útvarech | 21 595 |
| V praporech v rámci německé armády   | 25 000 |
| V letectvu a útvarech SS             | 7 000  |

### Civilní život kozáků v Bělorusku
V novém prostoru podle zprávy ze dne 5. května 1944 sídlilo celkem 24 567 kozáků, jejich žen a dětí. V novém sídle byla v provozu tiskárna, která vydávala noviny Kozák, byla vytvořena kozácka pravoslavná diecéze, fungovaly dílny a školy včetně základních. Kromě toho Kozácký stan obdržel od německé vlády půjčku na nákup a údržbu vojenského materiálu a dále jim byla dodána zásilka 20 000 německých stejnokrojů. Součástí německé podpory byla i propagandistická protisovětská literatura, která měla kozákům zvednout bojového ducha po porážkách na frontě.
Nově přidělená kozácká oblast však byla místem, kde operovali sovětští partyzáni. Kozáci se s nimi utkali v nespočtu šarvátek. Protipartyzánský boj byl veden mimo jiné veřejnými popravami sympatizantů, konfiskacemi majetku, braním rukojmích a hromadným zatýkáním obyvatelstva. V bojích s partyzány také kozáci spolupracovali s RONA (Svátky jara). Kozáci díky své přísné organizační struktuře brzy dosáhli významných úspěchů v boji proti partyzánům. Zásobování a péče o pozůstalé po padlých se řídila předpisy pro příslušníky německé policie.

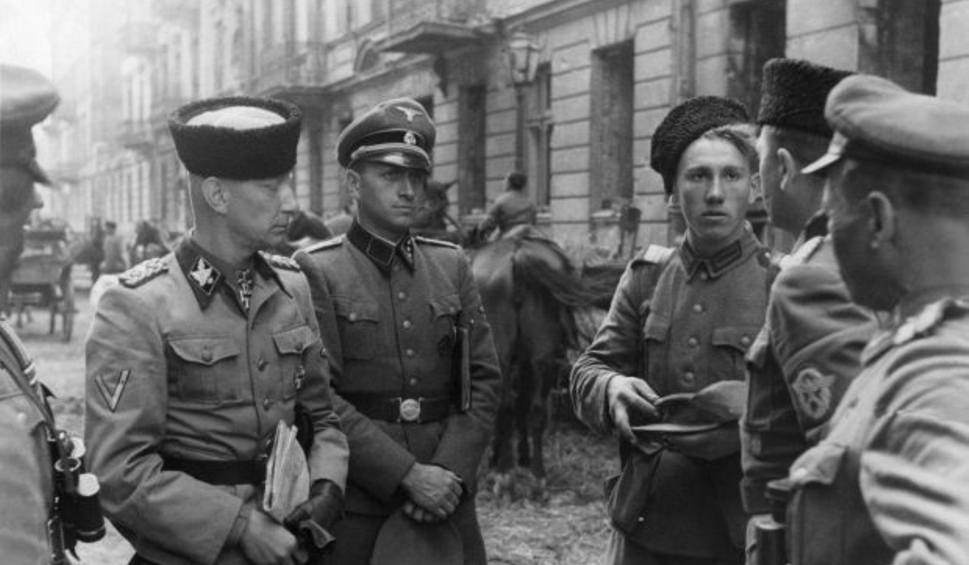
SS-Gruppenführer Heinz Reinefarth a Bondarenko (vlevo) v ulicích Varšavy. Bondarenko byl před povstáním velitelem 5. kubáňského kozáckého pěšího pluku. (1944)

### Odchod z Běloruska
Východní fronta se k novému území přiblížila v červenci 1944. Kozácké pluky spolu s německými divizemi se dostaly do oblasti přímých bojů s Rudou armádou. Proto byl 29. července 1944 vydán rozkaz k odsunu kozáků na západ do Polska. Při ústupu byla část kozáckých formací rozbita sovětskými silami. Kozáci se v bojích osvědčili a v období od 2.–13. července bylo z rozkazu německého velení vyznamenáno 300 kozáků. Mezitím v srpnu 1944 vypuklo Varšavské povstání a kozácký pluk plukovníka Bondarenka měl být využit k jeho potlačení, ale po protestech byl nasazen jen ke strážní službě. Na bojích ve Varšavě se podílely především části Kaminského brigády pod velením Ivana Frolova, dále kozácký policejní prapor SS a kozácký prapor 570. ochranného pluku. V polovině srpna 1944 se Kozácký stan nacházel na území okupovaného Polska poblíž města Zdunska Wola.

## V severní Itálii
V srpnu 1944 byl získán souhlas od německého velitele Odilo Globocnika k usazení kozáků v severní Itálii. Do stejné oblasti se také stáhly jednotky kavkazských legií pod vedením Sultana Gireje Kliče. Po porážkách německých sil na východní frontě byl Kozácký stan na podzim roku 1944 přemístěn do severní Itálie poblíž měst Tolmezzo a Gemona.

Mezi prvními dorazil válečný ataman Domanov dne 1. září 1944. Součástí transportu bylo 15 590 kozáků a jejich rodin. Tento počet zahrnoval 468 důstojníků, 6 687 vojáků a 411 nekozáků. Další částí bylo 10 761 tažných a jezdeckých koní, 900 kusů skotu, stáda ovcí, 98 velbloudů a 3 456 povozů. Autopark byl malý, jednalo se 3 osobní automobily, 14 nákladních, 8 motocyklů a 2 traktory. Transporty vedly přes protektorátní Prahu, kde se kozáci setkávali s českým očekáváním osvobození Rudou armádou. Měsíčník Zarja (Úsvit) v této souvislosti uvěřejnil reportáž, kde je zachycen údajný rozhovor Pražana s kozákem:
| „                                                             | Pražan: Proč odcházíte od svých bratrů? Komunisté - to jsou přeci naši bratři Slované! Kozák: Přeji brzké osvobození od chleba, oblečení, všeho dalšího a nakonec od svobody. | “ |
| — V. Dacko pro měsíčník Zarja vydávaný rusky pro Kozáky, 1944 | |   |

Další transport byl vypraven mezi 1. - 16. řijnem 1944. Celkový stav Kozáckého stanu tak po příchodu všech částí činil k 6. listopadu 1944 celkem 22 288 kozáků. Na území okupovaného Polska a Ukrajiny zůstal přesně neznámý počet příslušníků kozáckých útvarů, které neuznávaly žádnou kozáckou autoritu. O dokončení transportu referoval v listopadu 1944 Domanov a P. N. Krasnov říšskému ministru pro východní okupovaná území Alfredovi Rosenbergovi. Kozácký stan byl v té době podřízen vojenskému veliteli Operační zóny pobřeží Jaderského moře (německy Operationszone Adriatisches Küstenland) Globocnikovi, v civilních záležitostech pak říšskému úředníkovi Dr. Gimpelovi, a v rámci kozácké organizace Hlavní správě kozáckých vojsk pod vedením P. N. Krasnova.
Aby bylo uvolněno místo pro nově příchozí kozáky, bylo místní obyvatelstvo deportováno, což nepřispělo k dobrým vztahům s příchozími. Nenávist místního obyvatelstva si kozáci vysloužili také pro svůj nevázaný život zahrnující opilectví a krádeže. Kozácké jednotky v Itálii byly nasazeny v rozmezí od 2. října 1944 do 5. listopadu 1944 do bojů s italskými komunistickými partyzány v rámci pročesávacích akcí (italsky rastrellamento). Partyzány se jim podařilo z oblasti vyhnat nebo významně utlumit jejich činnost.
V únoru 1945 se ke Kozáckému stanu připojila celá Hlavní správa kozáckých vojsk, která přesídlila do Itálie.

### Civilní život kozáků v Itálii
K 26. dubnu 1945 fungovaly následující organizace:
- kozácká kadetní škola s dvouletým studiem;
- kozácká vojenská řemeslná škola s dvouletým učebním oborem (měla dílny: obuvnická, krejčovská, kovotepecká, klempířská, kovářská, kloboučnická, kožedělná, barvířská, sedlářství, mydlářství, hodinářství);
- vojenská tělocvična;
- ženská škola (2 roky studia);
- šest základních a farních škol;
- osm mateřských škol.

V Tolmezzu bylo také otevřeno kozácké muzeum a kozácké divadlo. V okolí byly tiskárny, kde se tiskly učebnice, církevní knihy, modlitební knížky a kozácká literatura. Téměř v každé lokalitě byly organizovány malé knihovny a čítárny. Byl vypracován kozácký trestní zákoník a otevřena kozácká banka. Existovala také Rada kozáckých vědců. Byla zde také kozácká nemocnice s 350 lůžky, vojenská nemocnice se 150 lůžky, 14 zubních klinik, lékárny, 2 porodnice a jesle. Také v místě fungovala diecézní správa kozáckého kléru v čele s Vasilijem Grigorjevem. Pod jeho správou bylo 46 kněží a jáhnů. Sídlila zde také Vojenská rada.

## V Rakousku
29. dubna 1945 Kozácký stan opustil Tolmezzo a ustupoval do Rakouska. Výzva italských partyzánů ke složení zbraní nebyla vyslyšena a vojáci zůstali ozbrojení. Bojové útvary se podílely na ústupových bojích. Mezi 30. dubnem a 5. květnem 1945 se Kozácký stan přesunul do Rakouska přechodem přes Alpy. 2. května 1945 vstoupila platnost kapitulace německé armády v Itálii, ale kozáci se odmítli vzdát. Italští partyzáni se je pokusili zastavit u obce Ovaro, ale byli kozáky zahnáni na útěk. Bojů proti kozákům se také zúčastnili gruzínští komunističtí dobrovolníci z praporu Stalin.
Po příchodu do Rakouska byl stav Kozáckého stanu celkem 35 954 kozáků a jejich žen s dětmi, 12 879 koní, 872 krav, 6 býků a 89 velbloudů. Na rakouském území byli zajati britskou armádou. Britové nejdříve oddělili důstojníky od mužstva, odzbrojili je a následně vydali do SSSR. Vydání bylo provázeno násilím páchaným britskými silami. 17. června 1945 byla násilná repatriace 22 502 lidí dokončena brigádou plukovníka Malcoma, což se neobešlo bez sebevražd kozáků a jejich odporu.
Alexandr Solženicyn repatriace ve svém díle Souostroví GULAG popsal takto:
| „                                       | Samo toto předání se odehrálo zákeřným způsobem v duchu tradiční anglické diplomacie. Kozáci byli totiž odhodlaní bojovat na život a na smrt nebo odjet za oceán, třeba do Paraguaye nebo Indočíny, jen se nevzdat živí…Čtyřicet autobusů s důstojníky, od velitelů až po generála Krasnova, přejelo po vysokém viaduktu a vjelo přímo do polokruhu vězeňských vozů, vedle nichž stál ozbrojený doprovod se seznamy v rukou. Cestu zpět zatarasily sovětské tanky…Potom Angličané stejně úskočně předali řadové vojáky. | “ |
| — Alexandr Solženicyn, Souostroví GULAG | |   |

## Vztah Kozáckého stanu s hnutím generála Vlasova
V Pražském manifestu ze 14. října 1944 není o kozácích žádná zmínka, ale mezi členy KONR byli dva kozáčtí generálové F. Abramov a Balabin, kteří kozáctvo zastupovali, byť jen formálně. KONR byl představiteli Hlavní kozácké správy vnímán jako konkurenční organizace. Pro některé kozáky byl Vlasov problematická osoba, protože se v řadách Rudé armády podílel na potlačení kozácké vzpoury v roce 1930 proti kolektivizaci. O začlenění Kozáckého stanu do ROA probíhala jednání mezi P. N. Krasnovem a Vlasovem ve dnech 7. - 9. ledna 1945, ale nedospěla k úspěšnému závěru. Zařazení kozáků z Kozáckého stanu do ROA nebylo snadnou záležitostí, střetávaly se zde různé ambice a názorové proudy protisovětského odboje. Jedním z hlavních protivníků sjednocení kozáků pod velení Vlasova byl P. N. Krasnov. Jeho pohled na věc ilustruje následující citát:
| „                                                                                 | Kozáci! Uvědomte si, že nejste Rusové. Jste kozáci - samostatný národ. Rusové jsou vaši nepřátelé! Moskva byla vždy protivníkem kozáků, utlačovala je a využívala. Nyní nastala doba, kdy můžete začít život nezávislý na Moskvě. | “ |
| — Pjotr Nikolajevič Krasnov, přednáška na kurzech propagandy, Postupim, léto 1944 | |   |

Další vyjednávání za ROA vedl náčelník štábu Truchin, ale v těžkých podmínkách roku 1945 souvisejících se situací na frontách nebyla úspěšná. Kozácký stan zůstaval na KONR víceméně nezávislý a veškerá podřízenost byla formální. Nakonec do sporů v únoru 1945 zasáhl SS-Hauptamt a podřídil kozácké divize KONR. V. G. Naumenko za kubáňské kozáky vydal prohlášení o podřízení svých útvarů velení KONR v čele s Vlasovem dne 20. března 1945. Tato zpráva byla vysílána rozhlasovou stanicí Rádio Trieste.

### Kozácký kongres ve Virovitici
Kozácký kongres ve městě Virovitici se konal 29. - 30. března 1945. Na kongresu se střetly hlavní politické proudy. Jedním z nich byla linie P. N. Krasnova zastávající názor, že i po porážce bolševismu musí Rusku zůstat v podřízené roli vůči Německu. Na straně druhé to byla vize představovaná Vlasovem o novém demokratickém Rusku.  Linie podřízenosti Německu a vybudování svobodného státu kozáků (Kazakija) byla odmítnuta. Velitelem všech kozáckých vojsk se stal von Pannwitz. 16. dubna 1945 přicestoval Konovov a Kulakov do Tolmezza, aby rozhodnutí kongresu uvedl v život a přebral velení od Domanova. Jeho mise ale nebyla úspěšná a spojení bylo odmítáno. V podmínkách konce války, útoků italských partyzánských jednotek a ústupu kozáckých útvarů do Rakouska už nezbyl čas danou věc dokončit. V souvislosti s podřízením kozáků pod Ozbrojené síly KONR došlo také k zániku Hlavní správy kozáckých vojsk reprezentované oběma Krasnovci.

### Pokračování sporů o velení v britském zajetí
Po umístění příslušníků Kozáckého stanu v zajateckém táboře poblíž městečka Lienz Škuro pokračoval ve sporu s Domanovem o velení nad kozáky, kterým měl velet Škuro na základě pokynu od generála Vlasova. Jejich spor rozhodly britské síly, které 26. května 1945 v 8:00 ráno Škura zatkly pod záminkou, že ho budou převážet na nové umístění jejich štábu.
Po vydání do SSSR tak další spory o velení ztratily význam a nakonec byli odsouzeni ve společném procesu k trestu smrti oběšením.

## Další kozácké útvary

### XV. kozácký jezdecký sbor
1. kozácká jezdecká divize byla reorganizována na jezdecký sbor se dvěma kozáckými jezdeckými divizemi, jednou pěší brigádou a záložním plukem. Operovala v okupované Jugoslávii a byla součástí Kozáckého stanu jen velmi formálně. Do britského zajetí sbor upadl na rakouském území poblíž města Klagenfurt, kde ho poté britské síly předaly sovětům. Velitelem byl Helmuth von Pannwitz a náčelníkem štábu byl Ivan Nikitič Kononov. Tato část se stala součástí ROA.

### Kavkazská legie
Kavkazští kozáci byli reorganizováni do Kavkazské divize a jejím velitelem se stal Sultan Girej Klič. Jejich vztah k hnutí genrála Vlasova byl přátelsky odmítavý. Byl vnímán jako ideový spojenec, ale ne nadřízená instance. Kavkazská divize spolu s Kozáckým stanem v Tolmezzu byla operačně podřízena velení SS-Obergruppenführera Odilo Globocnika. Do dubna 1945 měly oba útvary na starosti strážní službu. Poté ustupovaly směrem do Rakouska, kde padly do britského zajetí. Britové všechny vydali do SSSR.

## Kozáci na dobových fotografiích
- Kozácký dobrovolník s německým důstojníkem (duben 1943)
- Kozáci ve wehrmachtu (květen 1943)
- Kozáci ve wehrmachtu (leden 1943)
- Kozáci ve wehrmachtu (1941)
- Kozáci ve wehrmachtu (1942/1944)
- Vojáci kozáckého sboru působící v rámci wehrmachtu při překračování řeky Sávy v Chorvatsku. Nakládání koňských povozů se zásobami a vojenským materiálem na říční přívoz.
- Skupina zpívajících vojáků z východu - po složení přísahy Führerovi. V pozadí je vidět vlajka Třetí říše.
- Nasazená kozácká hlídka připojená k 19. granátnické divizi Waffen SS. Fotografie pořízená v zimě (únor 1943).
- Štábní tlumočník mluví s kozáckými dobrovolníky po obranných bitvách s partyzány (1944).
- Voják 1. kozácké divize (1943)
- Voják 1. kozácké jízdní divize se sovětskou puškou Tokarev SVT-40
- Nárukávní znaky východních dobrovolníků (popis kdo je kdo lze vidět po kliknutí na obrázek)